# سو 10
سو 10 (بالإنجليزية: Saw X)‏ هو فيلم رعب أمريكي لعام 2023 وهو العاشر ضمن سلسلة سو من إخراج كيفين غيروترت وبطولة توبين بل، سينوف ماكودي لوند، ستيفن براند ومايكل بيتش.